# Machine Shop
Machine Shop Co., známá také jako Machine Shop nebo Linkin Park Inc., je americká společnost působící v oblasti videoher, hudby a zábavy. Společnost byla založena v roce 2012 členy hudební skupiny Linkin Park – Mikem Shinodou a Bradem Delsonem.

## Historie
Machine Shop byla založena v prosinci roku 2012 jako společnost zaměřená na zábavu a mediální projekty, za nimiž stála rocková skupina Linkin Park. V lednu 2015 se společnost transformovala na firmu rizikového kapitálu a začala se zaměřovat na investice do různých projektů a startupů. V srpnu 2015 byla uvedena na seznamu nejvýznamnějších společností s investicemi od celebrit, kde obsadila sedmé místo díky investicím do společností jako Lyft, Blue Bottle Coffee Company a Shyp.

## Vedení společnosti
- Mike Shinoda – Zakladatel, prezident
- Brad Delson – Zakladatel, prezident
- Bill Silva – Provozní ředitel
- Jessica Sklar – Ředitel strategie, partner
- Ryan DeMarti – Ředitel provozu
- Trish Evangelista – Projektový manažer
- Lorenzo Errico – Projektový manažer